# Dakota Goyo
Pour les articles homonymes, voir Dakota (prénom).
Dakota Goyo, né le 22 août 1999 à Toronto, est un acteur canadien.
Il est notamment connu pour avoir joué Max Kenton dans Real Steel (2011). Il a également prêté sa voix à Jamie dans Les Cinq Légendes, un film d'animation des studios DreamWorks (2012).

## Biographie
Dakota Avery Goyo est né le 22 août 1999 à Toronto, en Ontario. Il apparaît dans sa première publicité alors qu'il n'est qu'un bébé. C'est sa mère Debra Goyo (chanteuse et top-modèle) qui gère sa carrière. Ses deux frères ainés Devon et Dallas sont également acteurs. Sa mère est canadienne et écossaise tandis que son père est italien et canadien.
À l'âge de huit ans, en 2007, il interprète Teddy Kerman dans Renaissance d'un champion. Ce film (qui met également en vedette Samuel L. Jackson et Josh Hartnett, qui joue le père de Goyo) raconte l'histoire d'un journaliste sportif qui vit séparé de sa femme et père d'un jeune garçon va écrire l'article de sa vie sur la vie d'un ancien boxeur, devenu clochard. Mais le jeune homme ne va pas tarder à découvrir que ce dernier n'est pas celui qu'il prétend être, lui causant de graves ennuis. Le film permet à Dakota d'être nommé aux Young Artist Awards 2008 dans la catégorie Meilleure prestation dans un film (âge 10 ans ou moins). Il ne sera que nommé, et ne gagnera pas le prix. Il s'agit de son premier rôle au cinéma.
Entre 2005 et 2011, Goyo apparaît dans de nombreuses séries télévisées (la plus notable étant Les enquêtes de Murdoch). Il joue dans Thor en 2011 le rôle du super-héros à l'âge enfant.
La même année, Goyo joue dans un épisode de la série d'horreur pour enfant américo/canadienne The Hauting Hour. Dans l'épisode (Flight- Saison 2, épisode 1), il interprète le jeune Josh, qui se retrouve dans un avion, à côté d'un homme se révélant être un fantôme et non loin d'une femme n'étant autre que la Mort elle-même, venue réclamer l'âme du fantôme. Ce dernier refuse, créant un dysfonctionnement de l'avion qui menace de s'écraser, créant la panique à bord. Ce rôle a valu à l'acteur deux nominations : Meilleure prestation dans une série télévisée - Jeune invité/premier rôle masculin aux Young Artist Award et  Meilleur interprète dans une série télévisée pour enfants aux Daytime Emmy Awards (toutes deux en 2012).
Par la suite, il est révélé au grand public à 12 ans, grâce au rôle de Max Kenton, le fils de Hugh Jackman, dans Real Steel, un film de science-fiction de Shawn Levy (2011). Il s'agit probablement du film le plus important de sa carrière. Dakota s'implique énormément dans le film, insistant entre autres pour faire lui-même ses cascades (y compris celle où il tombe d'une falaise de 18 mètres). L'un des défis qu'il dut réaliser fut de danser dans plusieurs scènes ; avant que la chorégraphe Anne Fletcher ne lui apprenne quelques mouvements, à raison de 20 minutes par jour pendant trois jours, il ne savait pas qu'il en était capable.
Pour la promotion de Real Steel, Goyo participe à la première du film au Japon en compagnie du réalisateur Shawn Levy et de l'actrice japonaise Amami Yuki, la voix japonaise du personnage de Bailey (rôle joué par Evangeline Lilly).
Toujours en 2012, il retrouve Hugh Jackman dans Les Cinq Légendes, film d'animation de DreamWorks dans lequel il prête sa voix à Jamie. L'acteur affirme que ce film sera son dernier film pour enfants. L'année suivante, il joue Jesse dans le film de science-fiction/horreur Dark Skies, des producteurs de Paranormal Activity et Insidious.
Le 7e art est plus qu'un métier pour lui : « The hardest part of acting is not when I'm acting, It's when I'm not. » (Le plus dur dans le métier d'acteur ce n'est pas quand je joue, c'est quand je ne joue pas).
Le jeune acteur vit une existence normale en dehors des tournages ; il fréquente un collège, a des amis avec qui il préfère ne pas parler de son activité. Il a ouvert un compte  Twitter, une page Facebook et un compte Instagram, mais il est très discret sur les réseaux sociaux du fait de ses cours et de ses tournages. Il a deux chiens, Abby et Jade, et un gecko nommé Athena. Dakota apprécie le golf et les échecs, voudrait devenir réalisateur et dit que Leonardo DiCaprio est l'un des acteurs qui l'inspirent le plus.
Goyo apparaît en 2014 dans Noé, où il incarne le personnage éponyme enfant. Il apparaît la même année dans Midnight Sun, où il incarne Luke, un adolescent tentant de réunir une famille d'ours polaires dans le nord enneigé du Canada.

## Filmographie
Sauf indication contraire, les informations mentionnées dans cette section peuvent être confirmées par la base de données cinématographiques IMDb,  présente dans la section « Liens externes ».

### Cinéma
- 2007 : Renaissance d'un champion : Teddy Kernan
- 2007 : Emotional Arithmetic : Timmy Winters
- 2009 : Solving Charlie : Charlie Hudson
- 2009 : Defendor : Jack Carter à 9 ans
- 2011 : Thor : Thor enfant
- 2011 : Real Steel : Max Kenton
- 2012 : Les Cinq Légendes : Jamie (voix)
- 2013 : Dark Skies : Jesse Barret
- 2014 : Noé : Noé jeune
- 2014 : Midnight Sun : Luke

### Télévision

#### Téléfilms
- 2006 : Ultra : Brett
- 2009 : Mon voisin si secret : Austin Hest

#### Séries télévisées
- 2005 : JoJo's Circus, épisode The Thanksgiving Parade : Little Blue (voix)
- 2008 : Super Why!, épisode Twas the Night Before Christmas : Little Boy (voix)
- 2009 : The Listener, épisode I'm an Adult : Nicki
- 2009 : Les Enquêtes de Murdoch, épisodes I, Murdoch, Convalescence, Werewolves : Alwyn Jones
- 2010 : Happy Town, épisode Questions and Antlers : Tommy Conroy enfant
- 2010 : Arthur, 4 épisodes : Timmy (voix)
- 2011 : R.L. Stine's The Haunting Hour, épisode Flight : Josh

## Distinctions
Sauf indication contraire, les informations mentionnées dans cette section peuvent être confirmées par la base de données cinématographiques IMDb,  présente dans la section « Liens externes ».

### Récompense
- Young Artist Awards 2012 : meilleure prestation dans un film (10 ans ou moins) pour Real Steel

### Nominations
- Young Artist Awards 2008 : meilleure prestation dans un film (10 ans ou moins) pour Renaissance d'un champion
- Young Artist Awards 2012 : meilleure prestation dans une série télévisée comme jeune invité/premier rôle masculin pour R.L. Stine's The Haunting Hour
- Saturn Awards 2012 : meilleur(e) jeune acteur ou actrice pour Real Steel
- Daytime Emmy Awards 2012 : meilleur interprète dans une série télévisée pour enfants pour R.L. Stine's The Haunting Hour : Nommé